# Dieuches notatus
Dieuches notatus är en insektsart som först beskrevs av William Sweetland Dallas 1852.  Dieuches notatus ingår i släktet Dieuches och familjen Rhyparochromidae. Inga underarter finns listade i Catalogue of Life.